# Elżbieta Trylińska
Elżbieta Trylińska (Polonia, 5 de octubre de 1960-13 de diciembre de 2017) es una atleta polaca retirada especializada en la prueba de salto de altura, en la que consiguió ser subcampeona europea en pista cubierta en 1981.

## Carrera deportiva
En el Campeonato Europeo de Atletismo en Pista Cubierta de 1981 ganó la medalla de plata en salto de altura, con un salto por encima de 1.97 metros, tras la italiana Sara Simeoni (oro también con 1.97 metros pero en menos intentos).
Seis años después, en el Campeonato Europeo de Atletismo en Pista Cubierta de 1987 ganó la medalla de bronce en el salto de altura, con un salto por encima de 1.91 metros, tras la búlgara Stefka Kostadinova  (oro con 1.97 metros) y la soviética Tamara Bykova (plata con 1.94 metros).